# 阿法奧
阿法奧（英語：Afao）是美屬薩摩亞圖圖伊拉島西南部的一個村莊。它位於帕果帕果西南。阿陶洛馬女子學校即位於阿法奧。
根據2010年所作的人口調查數據顯示，居住於阿法奧的總人口數量為96人。